# Holoaden suarezi
Holoaden suarezi es una especie de anfibio anuro de la familia Craugastoridae.

## Distribución geográfica
Esta especie es endémica del estado de São Paulo en Brasil. Se encuentra en Bananal, Salesópolis y São José do Barreiro en la Serra do Mar entre los 900 y 1300 m sobre el nivel del mar.

## Descripción
Los machos miden de 37 a 38 mm y las hembras de 42 a 44 mm.

## Etimología
Esta especie lleva el nombre en honor a José Roberto Alves Suárez.

## Publicación original
- Martins & Zaher, 2013: A new species of the highland frog genus Holoaden (Amphibia, Strabomantidae) from cloud forests of southeastern Brazil. Zootaxa, n.º 3599 (2), p. 178–188.[2]